# Кизљар
Кизљар (рус. Кизляр) град је у Русији у републици Дагестан. Град је административно седиште рејона Кизљар.
Основан 1735, као руска тврђава на реци Терек. Осим Кизљара у административни састав града улази и градић Комсомолск. На западу град се граничи са Чеченијом. Према попису становништва из 2010. у граду је живело 48.984 становника.

## Становништво
| 1939.  | 1959.  | 1970.  | 1979.  | 1989.  | 2002.  | 2010.  |
| ------ | ------ | ------ | ------ | ------ | ------ | ------ |
| 24.025 | 25.573 | 29.745 | 31.320 | 39.748 | 48.457 | 48.984 |

Према попису становништва из 2010. у граду је живело 47.886 становника. Већина становника су Руси (49%), те Аварци (15%), Даргинци (12%), Кумици, Лезгини, и други.